# Cryptopalpus rufiventris
Cryptopalpus rufiventris är en tvåvingeart som först beskrevs av Macquart 1846.  Cryptopalpus rufiventris ingår i släktet Cryptopalpus och familjen parasitflugor.
Artens utbredningsområde är Colombia. Inga underarter finns listade i Catalogue of Life.